# ۵۰ سالگی تاجیکستان
۵۰ سالگی تاجیکستان جماعت و شهرکی در جنوب غربی کشور تاجیکستان است که در ناحیهٔ جامی ولایت ختلان قرار دارد. جمعیت این جماعت ۲۲۳۶۵ است.